# 長島 (長崎県)
長島（ながしま）は、長崎県壱岐島の南西に位置する日本の島。壱岐市に属し、隣接する大島・原島と共に渡良三島（わたらさんとう）を構成する。

## 概要
- 人口 - 約170人の有人島。
- 歴史 - 江戸時代には原島と共に平戸藩の流刑地とされていた。

2004年に壱岐の4町が合併して壱岐市となるまでは、他の2島と共に郷ノ浦町に属していた。
- 交通 - 壱岐島の郷ノ浦港を発着する壱岐市営渡船「フェリーみしま」で原島・長島と共に結ばれている。

このうち大島との間には1999年に「珊瑚大橋」が架橋されて自動車での往来が可能になっている。
- 地理 - 島の周囲は全域が漁場になっており、釣りのスポットとしても人気が高い。なお、海洋汚染防止のため島周辺でのまき餌は禁止されている。
- 学校 - 島の東端に壱岐市立三島小学校長島分校があったが、2015年（平成27年）3月末閉校となった。このため、小学生は大島にある三島小学校の本校に通い、中学生は船通学で壱岐島（本島）の壱岐市立郷ノ浦中学校に通う。

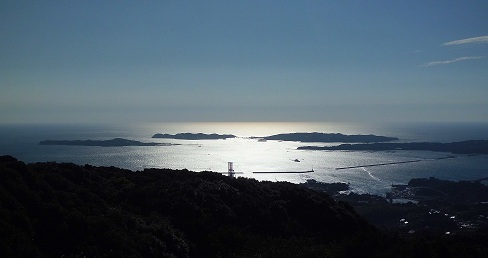
岳ノ辻から望む渡良三島（左から原島・長島・大島）

## アクセス
- 壱岐市営渡船「フェリーみしま」で郷ノ浦港より長島漁港の発着場まで約40分。